# 2021年のJリーグ
この項目では、2021年シーズンの日本プロサッカーリーグ (Jリーグ) について述べる。

## 概要
Jリーグ発足から29年目のシーズン。明治安田生命保険相互会社をタイトルパートナー (冠スポンサー)として、「2021明治安田生命Jリーグ」(英: 2021 MEIJI YASUDA J.LEAGUE) の名称で行われた。
2020年シーズンが新型コロナウィルス感染症 (COVID-19) の影響により大幅に日程・レギュレーションが変更になったことから、これの影響を受ける形で例年と異なるレギュレーションがいくつか存在する。
- J1とJ2、J2とJ3の入れ替え数が基本的に「昇格2・降格4」となる[2]。これは、2020年シーズンでJ1→J2、J2→J3の降格を行わなかったため、J1が20クラブでの開催となったことから、これを2021年シーズンに18クラブに戻すための措置であることが言及されている[3]。
  - J1参入プレーオフは実施せず、昇格は成績上位クラブの自動昇格2のみとする[4]。
- 試合の開催要件について、「トップチーム登録の13人がベンチ入り」可能であれば試合開催可能とし、試合中止となり代替開催日が設定されない場合は試合を実施したものと見なしリーグ成績に反映させる「みなし開催」ルールを導入する（詳細後述）。前年導入された「大会成立基準」（全試合数の75%、かつ、全クラブが50%（ホーム、アウェイ問わず）を開催出来なければリーグ不成立）は設けない[5]。
- 前年導入が決定され、その後中止されたビデオ・アシスタント・レフェリー (VAR) についても、J1全試合に導入される[6]。

日程の概要については2020年12月25日に発表され、1年延期となった東京オリンピックが開催される関係で、前年の当初設定日程と同様に、開催期間である7月23日から8月8日までの間は全てのカテゴリで試合を開催しない。この関係もあり、各カテゴリーとも長丁場の日程が組まれている。
なお、J3リーグに参戦していた「U-23チーム」（セカンドチーム）については2020年シーズン限りで活動を終了し、新規参入のテゲバジャーロ宮崎を加えた57クラブでリーグ戦が行われることになっている。

## できごと
1月12日
各クラブのホーム開幕カードが発表される。J1は前年同様1試合（川崎フロンターレ vs 横浜F・マリノス）が2月26日金曜日開幕となり、その他のカードは翌27日土曜日と28日日曜日に開幕。J2は2月27日・28日に、J3は3月14日に開幕。AFCチャンピオンズリーグ2021の兼ね合いで、名古屋グランパスのホーム開幕が3月3日水曜日（第11節前倒し分・vsガンバ大阪戦）となるほか、J2に昇格するブラウブリッツ秋田は第5節（3月28日・vs京都サンガF.C.戦）がホーム開幕戦となる。
1月22日
2021年シーズンの全日程が発表される。2020年東京オリンピックの関係でFC東京が第21節からアウェイ7連戦になるほか、横浜F・マリノスがニッパツ三ツ沢球技場で、浦和レッズが浦和駒場スタジアムで開催する日程が組まれている。また、セレッソ大阪は第18節以降の全ホームゲームを改修工事の終わったヨドコウ桜スタジアムで開催する（2年半ぶり）。
1月28日
この日行われた理事会で、以下の事項を決定。
- 前年に引き続き、1試合中の交代人数を5名以内（交代回数はハーフタイムを除き3回まで）とする。
- 7月末までの試合について、全ての試合で飲水タイムを設ける（前後半1回ずつ。8月以降については別途決定）。
- 国際サッカー評議会 (IFAB) より通達のあった「脳震盪による交代（再出場なし）の追加における試行」について、育成年代を含む全ての公式戦で実施。
- 試合が中止となり、代替試合が開催できない場合、当該試合は開催したものとみなした上で、以下の措置を執る。
  - 双方のチームの責によらない不可抗力による中止（悪天候等）：「0-0の引き分け」扱い
  - 一方のチームの責による中止（エントリー人数不足など）：責を負うチームが「0-3の敗戦」扱い
  - 双方のチームの責による中止：双方のチームが「0-3の敗戦」扱い（すなわち、勝敗数の和が一致しない可能性が生じる）

また、この日、2021年シーズンのJリーグ担当審判員を発表。山下良美（国際審判員）が女性として初めてJリーグ担当主審となった。
2月12日
ギラヴァンツ北九州がJリーグ入会後の2010年シーズン以降、2015シーズン及び2016シーズンの2年間を除く2020シーズン第19節までのホームゲーム（9年間・159試合）で、Jリーグが規定する入場者数の算定方法を用いず、ボランティアや運営スタッフを入場者数に加算した結果、1試合当たり50-130名程度過大な入場者数を記載したとして、Jリーグ規約違反により北九州に罰金200万円と譴責の処分を科すことを決定。
2月22日
前年10月31日に行われたJ1第25節・大分トリニータ vs 浦和レッズ（昭和電工ドーム）の試合において、一部の浦和サポーターが全席指定・着座での声を出さない応援などとする「Jリーグ新型コロナウイルス感染症対応ガイドライン」を無視して立ち見応援をしたり声を出したりスタジアム外で太鼓を叩くなどし、一部の大分サポーターもスタジアムの外に出て浦和サポーターに近づこうとしたなど、双方のサポーターにJリーグ規約違反行為があったとして、浦和に罰金300万円と譴責の処分、大分に譴責の処分 を科すことを決定。
2月25日
この日行われた理事会で、ニューラル代表取締役CEOの夫馬賢治を特任理事に選任。
また、同じ理事会で、クリアソン新宿、鈴鹿ポイントゲッターズ、ヴェルスパ大分の3チームをJリーグ百年構想クラブに承認。
さらに、同じ理事会で、2022年度のJ3昇格の入会案件の一部特例処置をとることを発表。前年に引き続き「J3昇格を希望するJリーグ百年構想クラブの入会直前年度のJFL主催試合における、1試合平均の動員数」については適用せず、リーグ戦成績のみを基に判定することになった。
3月31日
AFCチャンピオンズリーグ (ACL) グループステージの日程が当初の4月21日-5月7日から6月下旬-7月上旬に日程変更された影響により、ACLに出場予定の川崎フロンターレ・ガンバ大阪・名古屋グランパス及びACLプレーオフに出場予定のセレッソ大阪の関係する第18節から第24節の試合を前倒し又は後倒し開催し、加えて横浜F・マリノス vs. 名古屋グランパスのカードについてホームとアウェイを入れ替えるなど、計29試合の日程変更を発表。これにより、一部の試合が東京オリンピック期間中に食い込む事態となるほか、名古屋グランパス vs. 川崎フロンターレのカードが4月29日（第22節前倒し分）と5月4日（第12節日程変更分）の中4日での2連戦で行われることになった。
4月1日
徳島ヴォルティスのホームタウンを「鳴門市、徳島市、吉野川市、美馬市、小松島市、板野町、松茂町、藍住町、北島町を中心とする全県」に変更（中心となる自治体に小松島市を追加）することを承認。
4月25日
日本政府が4月25日から5月11日までの期間で東京都・京都府・大阪府・兵庫県を対象地域として特別措置法に基づく緊急事態宣言を発出したことを伴う政府からの要請を受け、Jリーグは期間内に対象地域で開催される全公式戦11試合（J1:4試合、J2:5試合、ルヴァンカップ:2試合）をリモートマッチ（無観客試合）で実施することを決定。
4月27日
4月25日に行われたJ2第10節・FC琉球 vs. ヴァンフォーレ甲府（タピック県総ひやごんスタジアム）の90+1分、琉球MF池田廉のゴールの際の判定に対して甲府の複数の選手・スタッフが主審に執拗に抗議を行ったとして、甲府に対し罰金25万円の処分を科すことを決定。
5月11日
4都府県に対する特別措置法に基づく緊急事態宣言が5月31日まで延長され、愛知県・福岡県が緊急事態宣言の対象地域に追加されたことを踏まえ、政府及び関係自治体の方針を踏まえて、Jリーグ新型コロナウイルス感染症対応ガイドラインを改定し緊急事態宣言下でも有観客での試合が開催できるよう試合開催方針を変更 の上、期間中大阪府で開催される5試合（全てJ1リーグ戦）をリモートマッチ（無観客試合）で、それ以外の対象5都府県で開催される全公式戦17試合（J1:7試合、J2:8試合、ルヴァンカップ:2試合）を「5,000人もしくは上限50％の少ないほう」の入場者制限により開催することを決定。
5月19日
北海道・広島県・岡山県が特別措置法に基づく緊急事態宣言の対象地域に追加されたことを踏まえ、政府及び関係自治体の方針に基づき、期間中岡山県で開催される1試合（J2リーグ戦）をリモートマッチ（無観客試合）で、北海道・広島県で開催される全公式戦4試合（J1:3試合、ルヴァンカップ:1試合）を「5,000人もしくは上限50％の少ないほう」の入場者制限により開催することを決定。
6月4日
沖縄県が特別措置法に基づく緊急事態宣言の対象地域に追加されたことを踏まえ、政府及び関係自治体の方針に基づき、期間中沖縄県で開催される1試合（J2リーグ戦）をリモートマッチ（無観客試合）で開催することを決定（6月20日 及び7月5日 にも対象試合を各1試合追加）。
7月1日
6月20日に行われたJ1第18節・浦和レッズ vs 湘南ベルマーレ（埼玉スタジアム2002）の試合において、浦和がGK鈴木彩艶の試合エントリー資格がないまま試合に出場させていたとして、当該試合（2-3で湘南の勝利）を「0-3での浦和の敗戦」扱いとすることを決定。この場合、通常は試合における個人記録も全て取消となるが、事情を鑑みて個人記録は全て有効とした 上で、当事者である鈴木への処分も見送られた。
- その後、浦和が処分内容が不当であるとして7月16日にJFA不服申立委員会に異議を申し立てたが、異議申し立てに該当する「懲罰決定に影響を与える事実の誤認や規程の適用に誤りがある場合」の要件を満たさないとして7月28日付けで却下されている。この決定を不服とした浦和は8月19日付でスポーツ仲裁裁判所 (CAS) に提訴した が、CASは11月19日付で「『0-3の没収試合』の懲罰を争えるのは（実際の試合で）勝利したチームに限られる」との理由で浦和の申し立てそのものを退ける仲裁判断を下した。
- なお、当該試合のマッチコミッショナーである髙林敏夫に対しては、マッチコミッショナーが行うべきエントリーチェックの業務を怠っており、民法上の善管注意義務違反に相当するものとして、無期限の試合割当停止処分とされたことが8月12日付けで発表されている。

7月17日
この日行われたJ1第20節・サガン鳥栖 vs 名古屋グランパス（駅前不動産スタジアム）で主審を務めた家本政明が、Jリーグ担当試合数503試合（J1：328試合、J2：173試合、J3：2試合）となり、吉田寿光（2018年限りで1級審判員から引退）の持っていたJリーグ担当審判員（主審）最多出場試合数を更新。
8月18日
7月1日に裁定が出されたエントリー不備事案を受けて、同種のエントリー不備事案がないか再調査を行ったところ、下記の3件について不備事案があったことが確認されたため、規律委員会が対象チームに処分を行うことを決定。又、当該3試合のマッチコミッショナーについても無期限の試合割当停止処分とした。
- J2第7節・水戸ホーリーホック vs FC琉球（4月11日・ケーズデンキスタジアム水戸）：水戸が指定公式検査において陰性判定を得ていないスタッフを試合にエントリーしたとして、水戸に譴責の処分。
- J2第8節・ブラウブリッツ秋田 vs モンテディオ山形（4月17日・ソユースタジアム）：山形が指定公式検査において陰性判定を得ていない選手を試合にエントリーした（この試合への出場無し）として、山形に譴責の処分。
- J3第8節・福島ユナイテッドFC vs ヴァンラーレ八戸（5月16日・郡山西部サッカー場）：福島が指定公式検査において陰性判定を得ていない選手を試合にエントリーし試合に出場させたとして、当該試合（2-0で福島の勝利）を「0-3での福島の敗戦」扱いとする（個人記録のみ有効）ことを決定した上で、福島に譴責の処分。
  - 福島vs八戸の案件については、福島が8月23日付でJFA不服申立委員会に異議を申し立てており、JFA不服申立委員会は10月14日付で、譴責処分については異議申し立てを却下する一方、当該試合結果に関する懲罰についてはこれを取り消し（対戦結果どおり福島の2-0勝利に再変更）、改めて福島に罰金150万円の処分を下す決定を発表した。

8月26日
この日行われた理事会で、SC相模原のホームタウンを「相模原市、海老名市、座間市、綾瀬市、愛川町」に変更（海老名市を追加）することを承認。
また、同じ理事会で、テゲバジャーロ宮崎のホームタウンを「宮崎市、新富町、西都市」に変更（西都市を追加）することを承認。
J1第28節のうち、9月9日開催予定の川崎フロンターレ vs ヴィッセル神戸及び9月10日開催予定の横浜FC vs 浦和レッズの2試合について、開催予定日が2022 FIFAワールドカップ・アジア3次予選に参加する日本代表の帰国後隔離期間内にあたることから、試合の公平性を保つため、Jリーグ規約に基づき試合開催日をそれぞれ9月29日 及び9月11日に変更。
11月3日
この日行われたJ1第34節の結果、川崎フロンターレのJ1優勝（2年連続4回目）が決定。
11月25日
この日行われた理事会で、いわきFCのJリーグ (J3) 入会を承認。
11月28日
この日行われたJ2第41節の結果、ジュビロ磐田のJ2優勝（初優勝）が決定。
12月5日
この日行われたJ3第30節の結果、ロアッソ熊本のJ3優勝（初優勝）が決定。
12月14日
この日行われたJリーグ第3回社員総会にて2022年度予算を確定。2020年度新規支給分より停止されている理念強化配分金は、2022年度も引き続き停止される。
12月24日
この日行われたJリーグの裁定委員会に、東京ヴェルディから提出を受けたコンプライアンス委員会報告書にて認定された、永井秀樹監督（当時）による選手・スタッフへの暴言（パワーハラスメント）について諮問され、Jリーグ規約違反（Jリーグの目的達成を妨げる行為および公序良俗に反する行為及び管理義務違反）により、クラブに対して譴責処分と罰金100万円を課すことを決定。
12月30日
この日行われたJリーグの裁定委員会に、一部メディアにより報じられた金明輝（サガン鳥栖監督、同シーズン限りで退任）によるクラブ内での暴力行為や暴言によるパワーハラスメントについての調査結果が諮問され、U-18監督時代の2016年以降のパワーハラスメント事案を認定し、且つクラブがこれを防ぐ手立てを行わなかったとして、Jリーグ規約違反（Jリーグの目的達成を妨げる行為および公序良俗に反する行為）により、金監督に譴責処分と2022年3月26日まで（公式戦8試合相当）の出場停止、クラブに対して譴責処分と制裁金300万円を課すことを決定。

### 試合の中止・延期
| 中止日  | 大会・節 | 対戦カード（会場）         | 中止・延期理由                          | 代替試合日 | 備考                     |
| ------- | -------- | -------------------------- | --------------------------------------- | ---------- | ------------------------ |
| 3月3日  | J1第11節 | 名古屋 - G大阪（豊田）     | G大阪関係者の新型コロナウィルス陽性判定 | 4月22日    |                          |
| 3月6日  | J1第2節  | G大阪 - 鹿島（パナスタ）   | G大阪関係者の新型コロナウィルス陽性判定 | 7月24日    |                          |
| 3月10日 | J1第3節  | G大阪 - 大分（パナスタ）   | G大阪関係者の新型コロナウィルス陽性判定 | 7月27日    |                          |
| 3月13日 | J1第4節  | 札幌 - G大阪（札幌ド）     | G大阪関係者の新型コロナウィルス陽性判定 | 7月30日    | 会場を「札幌厚別」に変更 |
| 3月13日 | J2第3節  | 大宮 - 京都（NACK）        | 雷雨の影響                              | 3月24日    | 前半18分からの再開試合   |
| 3月17日 | J1第5節  | 仙台 - G大阪（ユアスタ）   | G大阪関係者の新型コロナウィルス陽性判定 | 8月3日     |                          |
| 3月21日 | J1第6節  | G大阪 - 横浜FM（パナスタ） | G大阪関係者の新型コロナウィルス陽性判定 | 8月6日     |                          |
| 4月4日  | J3第4節  | 鳥取 - 岐阜（Axis）        | 岐阜関係者の新型コロナウィルス陽性判定  | 4月21日    |                          |
| 4月11日 | J3第5節  | 岐阜 - 沼津（長良川）      | 岐阜関係者の新型コロナウィルス陽性判定  | 5月5日     |                          |
| 4月25日 | J3第6節  | 福島 - 岩手（とうスタ）    | 福島関係者の新型コロナウィルス陽性判定  | 5月26日    |                          |
| 8月9日  | J2第24節 | 金沢 - 長崎（石川西部）    | 雷雨の影響                              | 8月25日    |                          |
| 8月14日 | J2第25節 | 栃木 - 群馬（カンセキ）    | 群馬関係者の新型コロナウィルス陽性判定  | 8月25日    | 会場を「栃木グ」に変更   |
| 8月14日 | J1第24節 | 広島 - 神戸（Eスタ）       | 豪雨の影響                              | 9月5日     |                          |
| 8月14日 | J2第25節 | 長崎 - 山形（トラスタ）    | 豪雨の影響                              | 9月14日    |                          |
| 8月14日 | J2第25節 | 山口 - 金沢（みらスタ）    | 豪雨の影響                              | 9月14日    |                          |
| 8月14日 | J2第25節 | 松本 - 京都（サンアル）    | 豪雨の影響                              | 9月7日     |                          |
| 9月17日 | J1第29節 | 鳥栖 - 大分（駅スタ）      | 台風14号の影響                          | 9月18日    |                          |
| 9月18日 | J3第19節 | 八戸 - 富山（プラスタ）    | 八戸関係者の新型コロナウィルス陽性判定  | 10月6日    |                          |
| 9月25日 | J3第19節 | 八戸 - 長野（プラスタ）    | 八戸関係者の新型コロナウィルス陽性判定  | 10月20日   |                          |

## J1
| 順 | チーム                  | 試 | 勝 | 分 | 敗 | 得 | 失 | 差  | 点 | 出場権または降格               |
| -- | ----------------------- | -- | -- | -- | -- | -- | -- | --- | -- | ------------------------------ |
| 1  | 川崎フロンターレ (C, Q) | 38 | 28 | 8  | 2  | 81 | 28 | +53 | 92 | ACL2022 グループステージ出場   |
| 2  | 横浜F・マリノス (Q)     | 38 | 24 | 7  | 7  | 82 | 35 | +47 | 79 | ACL2022 グループステージ出場   |
| 3  | ヴィッセル神戸 (Q)      | 38 | 21 | 10 | 7  | 62 | 36 | +26 | 73 | ACL2022 プレーオフステージ出場 |
| 4  | 鹿島アントラーズ        | 38 | 21 | 6  | 11 | 62 | 36 | +26 | 69 | J1残留                         |
| 5  | 名古屋グランパス        | 38 | 19 | 9  | 10 | 44 | 30 | +14 | 66 | J1残留                         |
| 6  | 浦和レッズ              | 38 | 18 | 9  | 11 | 45 | 38 | +7  | 63 | J1残留                         |
| 7  | サガン鳥栖              | 38 | 16 | 11 | 11 | 43 | 35 | +8  | 59 | J1残留                         |
| 8  | アビスパ福岡            | 38 | 14 | 12 | 12 | 42 | 37 | +5  | 54 | J1残留                         |
| 9  | FC東京                  | 38 | 15 | 8  | 15 | 49 | 53 | −4  | 53 | J1残留                         |
| 10 | 北海道コンサドーレ札幌  | 38 | 14 | 9  | 15 | 48 | 50 | −2  | 51 | J1残留                         |
| 11 | サンフレッチェ広島      | 38 | 12 | 13 | 13 | 44 | 42 | +2  | 49 | J1残留                         |
| 12 | セレッソ大阪            | 38 | 13 | 9  | 16 | 47 | 51 | −4  | 48 | J1残留                         |
| 13 | ガンバ大阪              | 38 | 12 | 8  | 18 | 33 | 49 | −16 | 44 | J1残留                         |
| 14 | 清水エスパルス          | 38 | 10 | 12 | 16 | 37 | 54 | −17 | 42 | J1残留                         |
| 15 | 柏レイソル              | 38 | 12 | 5  | 21 | 37 | 56 | −19 | 41 | J1残留                         |
| 16 | 湘南ベルマーレ          | 38 | 7  | 16 | 15 | 36 | 41 | −5  | 37 | J1残留                         |
| 17 | 徳島ヴォルティス (R)    | 38 | 10 | 6  | 22 | 34 | 55 | −21 | 36 | J2リーグ 2022へ降格            |
| 18 | 大分トリニータ (R)      | 38 | 9  | 8  | 21 | 31 | 55 | −24 | 35 | J2リーグ 2022へ降格            |
| 19 | ベガルタ仙台 (R)        | 38 | 5  | 13 | 20 | 31 | 62 | −31 | 28 | J2リーグ 2022へ降格            |
| 20 | 横浜FC (R)              | 38 | 6  | 9  | 23 | 32 | 77 | −45 | 27 | J2リーグ 2022へ降格            |

## J2
| 順 | チーム                 | 試 | 勝 | 分 | 敗 | 得 | 失 | 差  | 点 | 昇格または降格 |
| -- | ---------------------- | -- | -- | -- | -- | -- | -- | --- | -- | -------------- |
| 1  | ジュビロ磐田 (C, P)    | 42 | 27 | 10 | 5  | 75 | 42 | +33 | 91 | J1昇格         |
| 2  | 京都サンガF.C. (P)     | 42 | 24 | 12 | 6  | 59 | 31 | +28 | 84 | J1昇格         |
| 3  | ヴァンフォーレ甲府     | 42 | 23 | 11 | 8  | 65 | 38 | +27 | 80 |                |
| 4  | V・ファーレン長崎      | 42 | 23 | 9  | 10 | 69 | 44 | +25 | 78 |                |
| 5  | FC町田ゼルビア         | 42 | 20 | 12 | 10 | 64 | 38 | +26 | 72 |                |
| 6  | アルビレックス新潟     | 42 | 18 | 14 | 10 | 61 | 40 | +21 | 68 |                |
| 7  | モンテディオ山形       | 42 | 20 | 8  | 14 | 61 | 49 | +12 | 68 |                |
| 8  | ジェフユナイテッド千葉 | 42 | 17 | 15 | 10 | 48 | 36 | +12 | 66 |                |
| 9  | FC琉球                 | 42 | 18 | 11 | 13 | 57 | 47 | +10 | 65 |                |
| 10 | 水戸ホーリーホック     | 42 | 16 | 11 | 15 | 59 | 50 | +9  | 59 |                |
| 11 | ファジアーノ岡山       | 42 | 15 | 14 | 13 | 40 | 36 | +4  | 59 |                |
| 12 | 東京ヴェルディ         | 42 | 16 | 10 | 16 | 62 | 66 | −4  | 58 |                |
| 13 | ブラウブリッツ秋田     | 42 | 11 | 14 | 17 | 41 | 53 | −12 | 47 |                |
| 14 | 栃木SC                 | 42 | 10 | 15 | 17 | 37 | 51 | −14 | 45 |                |
| 15 | レノファ山口FC         | 42 | 10 | 13 | 19 | 37 | 51 | −14 | 43 |                |
| 16 | 大宮アルディージャ     | 42 | 9  | 15 | 18 | 51 | 56 | −5  | 42 |                |
| 17 | ツエーゲン金沢         | 42 | 10 | 11 | 21 | 39 | 60 | −21 | 41 |                |
| 18 | ザスパクサツ群馬       | 42 | 9  | 14 | 19 | 35 | 56 | −21 | 41 |                |
| 19 | SC相模原 (R)           | 42 | 8  | 14 | 20 | 33 | 54 | −21 | 38 | J3降格         |
| 20 | 愛媛FC (R)             | 42 | 7  | 14 | 21 | 38 | 67 | −29 | 35 | J3降格         |
| 21 | ギラヴァンツ北九州 (R) | 42 | 7  | 14 | 21 | 35 | 66 | −31 | 35 | J3降格         |
| 22 | 松本山雅FC (R)         | 42 | 7  | 13 | 22 | 36 | 71 | −35 | 34 | J3降格         |

## J3
| 順 | チーム                   | 試 | 勝 | 分 | 敗 | 得 | 失 | 差  | 点 | 昇格または降格      |
| -- | ------------------------ | -- | -- | -- | -- | -- | -- | --- | -- | ------------------- |
| 1  | ロアッソ熊本 (C, P)      | 28 | 15 | 9  | 4  | 39 | 20 | +19 | 54 | J2リーグ 2022へ昇格 |
| 2  | いわてグルージャ盛岡 (P) | 28 | 15 | 8  | 5  | 43 | 28 | +15 | 53 | J2リーグ 2022へ昇格 |
| 3  | テゲバジャーロ宮崎 (X)   | 28 | 16 | 5  | 7  | 44 | 31 | +13 | 53 | J3残留              |
| 4  | カターレ富山             | 28 | 13 | 7  | 8  | 40 | 34 | +6  | 46 | J3残留              |
| 5  | 福島ユナイテッドFC (X)   | 28 | 13 | 6  | 9  | 41 | 32 | +9  | 45 | J3残留              |
| 6  | FC岐阜                   | 28 | 12 | 5  | 11 | 38 | 35 | +3  | 41 | J3残留              |
| 7  | 鹿児島ユナイテッドFC     | 28 | 11 | 7  | 10 | 34 | 35 | −1  | 40 | J3残留              |
| 8  | Y.S.C.C.横浜             | 28 | 11 | 7  | 10 | 31 | 33 | −2  | 40 | J3残留              |
| 9  | AC長野パルセイロ         | 28 | 8  | 12 | 8  | 35 | 28 | +7  | 36 | J3残留              |
| 10 | 藤枝MYFC                 | 28 | 8  | 8  | 12 | 42 | 42 | 0   | 32 | J3残留              |
| 11 | FC今治                   | 28 | 7  | 9  | 12 | 34 | 33 | +1  | 30 | J3残留              |
| 12 | ガイナーレ鳥取           | 28 | 9  | 2  | 17 | 36 | 53 | −17 | 29 | J3残留              |
| 13 | ヴァンラーレ八戸         | 28 | 7  | 8  | 13 | 24 | 44 | −20 | 29 | J3残留              |
| 14 | アスルクラロ沼津 (X)     | 28 | 7  | 6  | 15 | 32 | 44 | −12 | 27 | J3残留              |
| 15 | カマタマーレ讃岐         | 28 | 4  | 9  | 15 | 20 | 41 | −21 | 21 | J3残留              |

## 昇格・降格
J1からJ2への降格
- J1 第36節 (11月20日) の結果により大分トリニータ・ベガルタ仙台・横浜FCの17位以下が確定し、J2降格が決定。
- J1 第38節 (12月4日) の結果により徳島ヴォルティスの17位が確定し、J2降格が決定。

J2からJ1への昇格
- J2 第39節 (11月14日) の結果によりジュビロ磐田の2位以上が確定し、J1昇格が決定。
- J2 第41節 (11月28日) の結果により京都サンガF.C.の2位が確定し、J1昇格が決定。

J2からJ3への降格
- J2 第41節 (11月28日) の結果により愛媛FC・松本山雅FCの20位以下が確定し、J3降格が決定。
- J2 第42節 (12月5日) の結果によりSC相模原の19位・ギラヴァンツ北九州の21位が確定し、J3降格が決定。

J3からJ2への昇格
- J3 第30節 (12月5日) の結果によりロアッソ熊本の優勝・いわてグルージャ盛岡の2位が確定し、J2昇格が決定。

JFLからJ3への参入
- JFL 第27節 (11月3日) の結果によりいわきFCの成績条件 (JFLで年間4位以内およびJリーグ百年構想クラブ内での上位2クラブ) を満たすことが確定。11月25日に行われた理事会で、Jリーグ (J3) 入会を承認

## 表彰
Jリーグアウォーズは2021年12月6日に都内のホテルで開催された。
| 賞                       | 受賞者 |
| ------------------------ | --- |
| 最優秀選手賞             | レアンドロ・ダミアン (川崎フロンターレ) |
| 得点王                   | レアンドロ・ダミアン (川崎フロンターレ) |
| 得点王                   | 前田大然 (横浜F・マリノス) |
| ベストヤングプレーヤー賞 | 荒木遼太郎 (鹿島アントラーズ) |
| 優勝監督賞 (J1)          | 鬼木達 (川崎フロンターレ) |
| 優勝監督賞 (J2)          | 鈴木政一 (ジュビロ磐田) |
| 優勝監督賞 (J3)          | 大木武 (ロアッソ熊本) |
| 優秀監督賞 (J1)          | リカルド・ロドリゲス (浦和レッズ) |
| 優秀監督賞 (J2)          | 曺貴裁 (京都サンガF.C.) |
| 優秀監督賞 (J3)          | 秋田豊 (いわてグルージャ盛岡) |
| 最優秀主審賞             | 飯田淳平 |
| 最優秀副審賞             | 西橋勲 |
| フェアプレー賞 高円宮杯  | 川崎フロンターレ |
| フェアプレー賞 (J1)      | 川崎フロンターレ、大分トリニータ、浦和レッズ、清水エスパルス、ヴィッセル神戸、セレッソ大阪、サンフレッチェ広島、名古屋グランパス、ガンバ大阪、柏レイソル、湘南ベルマーレ、北海道コンサドーレ札幌、FC東京、横浜FC、サガン鳥栖、徳島ヴォルティス                                                                                              |
| フェアプレー賞 (J2)      | モンテディオ山形、V・ファーレン長崎、ザスパクサツ群馬、ツエーゲン金沢、愛媛FC、ギラヴァンツ北九州、ブラウブリッツ秋田、栃木SC、水戸ホーリーホック、大宮アルディージャ、SC相模原、FC琉球、ヴァンフォーレ甲府、レノファ山口FC、ファジアーノ岡山、東京ヴェルディ、アルビレックス新潟、松本山雅FC、FC町田ゼルビア、ジュビロ磐田、京都サンガF.C. |
| フェアプレー賞 (J3)      | ガイナーレ鳥取、カマタマーレ讃岐、AC長野パルセイロ、ロアッソ熊本、テゲバジャーロ宮崎、FC今治、ヴァンラーレ八戸、カターレ富山、福島ユナイテッドFC、アスルクラロ沼津、FC岐阜 |
| フェアプレー個人賞       | 山根視来 (川崎フロンターレ) |
| 功労選手賞               | 大黒将志、 佐藤寿人、 清水健太、 曽ヶ端準、 徳永悠平、 中村憲剛、 前田遼一 |
| 最優秀育成クラブ賞       | 柏レイソル、湘南ベルマーレ |
| 最優秀ゴール賞           | 柿谷曜一朗 (名古屋グランパス) 第37節 vsC大阪戦 67分 (ヨドコウ) |

### ベストイレブン
| ポジション | 選手名                 | 受賞回数 | 所属クラブ       |
| ---------- | ---------------------- | -------- | ---------------- |
| GK         | ランゲラック           | 初       | 名古屋グランパス |
| DF         | ジェジエウ             | 2        | 川崎フロンターレ |
| DF         | 谷口彰悟               | 3        | 川崎フロンターレ |
| DF         | 山根視来               | 2        | 川崎フロンターレ |
| MF         | 家長昭博               | 3        | 川崎フロンターレ |
| MF         | 脇坂泰斗               | 初       | 川崎フロンターレ |
| MF         | アンドレス・イニエスタ | 2        | ヴィッセル神戸   |
| MF         | 稲垣祥                 | 初       | 名古屋グランパス |
| FW         | 旗手怜央               | 初       | 川崎フロンターレ |
| FW         | レアンドロ・ダミアン   | 初       | 川崎フロンターレ |
| FW         | 前田大然               | 初       | 横浜F・マリノス  |

## 協賛団体
| 協賛カテゴリー種別                                  | 協賛団体名                                                                      | 契約開始年度 |
| --------------------------------------------------- | ------------------------------------------------------------------------------- | ------------ |
| Jリーグタイトルパートナー                           | 明治安田生命保険                                                                | 2015年       |
| Jリーグオフィシャルブロードキャスティングパートナー | DAZN Japan Investment                                                           | 2017年       |
| Jリーグトップパートナー                             | アイデム                                                                        | 2005年       |
| Jリーグトップパートナー                             | ルートインジャパン                                                              | 2015年       |
| Jリーグトップパートナー                             | イオンリテール                                                                  | 2015年       |
| Jリーグトップパートナー                             | エレクトロニック・アーツ (EAスポーツ)                                           | 2016年       |
| Jリーグトップパートナー                             | NTTドコモ                                                                       | 2017年       |
| Jリーグトップパートナー                             | コナミデジタルエンタテインメント                                                | 2018年       |
| Jリーグトップパートナー                             | いちご                                                                          | 2019年       |
| Jリーグ百年構想パートナー                           | 朝日新聞社                                                                      | 2003年       |
| リーグカップ戦スポンサー                            | ヤマザキビスケット                                                              | 1992年       |
| スーパーカップスポンサー                            | 富士フイルムビジネスイノベーション                                              | 1994年       |
| Jリーグオフィシャルエクイップメントパートナー       | モルテン                                                                        | 1993年       |
| Jリーグオフィシャルエクイップメントパートナー       | アディダス ジャパン                                                             | 2005年       |
| スポーツ振興パートナー                              | 日本スポーツ振興センター (スポーツ振興くじ <toto>)                              | 2003年       |
| Jリーグオフィシャルチケッティングパートナー         | ぴあ                                                                            | 2012年       |
| JリーグオフィシャルECプラットフォームパートナー     | 楽天                                                                            | 2017年       |
| Jリーグオフィシャルテクノロジーパートナー           | NTTグループ                                                                     | 2017年       |
| Jリーグサポーティングカンパニー                     | ヤフー (Yahoo! JAPAN)                                                           | 2015年       |
| Jリーグサポーティングカンパニー                     | デロイトトーマツファイナンシャルアドバイザリー デロイトトーマツコンサルティング | 2017年       |
| Jリーグサポーティングカンパニー                     | IMAGICA GROUP イマジカ・ライヴ                                                  | 2021年       |
| Jリーグサポーティングカンパニー                     | データスタジアム                                                                | 2021年       |

## Jリーグ百年構想クラブ
2021年2月25日時点。特記なしはいずれも日本フットボールリーグ (JFL) 所属。
前年度からの継続
- ラインメール青森
- いわきFC
- 栃木シティ（関東サッカーリーグ1部）
- VONDS市原FC（関東1部）
- 南葛SC（関東2部）
- ヴィアティン三重
- FC大阪
- 奈良クラブ

2021年2月承認
- クリアソン新宿（関東1部）
- 鈴鹿ポイントゲッターズ
- ヴェルスパ大分

## 2022年度クラブライセンス審査結果
2021年9月29日、Jリーグは2021シーズンのクラブライセンスのうち、J1・J2のライセンスについて、クラブライセンス交付第一審機関 (FIB) による審査結果を発表した・。
このJ1・J2のライセンスはJ3の10クラブを含む55クラブから申請があり、福島を除く54クラブにライセンス（前年度と同じく、解除条件付きJ2ライセンスとなった今治を含む）が交付され、新たに秋田にJ1、八戸とYSCC横浜にJ2のライセンスが、何れも施設基準の例外規定を適用して初交付された。福島は下部組織の選手登録申請が登録期間までに間に合わなかったため、J2ライセンス不交付判定となった。
J3ライセンスのうち、「J3への入会を希望するクラブ」（6クラブ=何れもJFL所属）を対象とした審査については同9月28日に発表され、この年から百年構想クラブの認定を受けた鈴鹿を含む6クラブすべてにJ3ライセンスが交付された。
なお、同じくJFL所属で、この年から百年構想クラブに認定されたV大分は、ホームタウン内（大分県別府市・由布市）にJリーグ昇格に必要なスタジアムの準備ができておらず、「施設基準」での充足が現状困難として、2021年7月1日付のV大分リリースにより、J3ライセンス申請の見送りを発表しており、J3昇格の可能性が消滅している。その他関東社会人リーグに所属する百年構想クラブの4チーム（栃木C、V市原、南葛、新宿）についてもJ3昇格ができないためライセンスを交付していない。
クラブ名の後ろに「」が付いたクラブは当該ライセンスを初めて交付されたクラブ。「（例外）」はスタジアムや練習場の上位ライセンス基準を充足するための改修・改築、ないしは新設計画があることによる例外規定を適用した特例で上位ライセンスを取得したクラブ。
- J1ライセンス (45クラブ) - 札幌、仙台、秋田（例外）、山形、鹿島、水戸（例外）、栃木、群馬、浦和、大宮、千葉、柏、FC東京、東京V、町田、川崎、横浜FM、横浜FC、湘南、甲府、松本、新潟、富山、金沢、清水、磐田、名古屋、岐阜、京都、G大阪、C大阪、神戸、岡山、広島、山口、徳島、愛媛、福岡、北九州、鳥栖、長崎、熊本、大分、鹿児島（例外）、琉球（例外）
- J2ライセンス(9クラブ) - 八戸（例外）、岩手（例外）、YS横浜（例外）、相模原、長野、藤枝（例外）、鳥取、讃岐、今治（例外=解除条件付きJ2ライセンス）
- J3ライセンス交付判定（10クラブ） - 青森、福島、いわき、沼津、三重、鈴鹿、奈良、FC大阪、今治（J2ライセンス解除時に交付）、宮崎